# Żyrardów
Żyrardów là một thị trấn thuộc huyện Żyrardowski, tỉnh Mazowieckie ở trung-đông Ba Lan. Thị trấn có diện tích 14 km². Đến ngày 1 tháng 1 năm 2011, dân số của thị trấn là 41220 người và mật độ 2872 người/km².